# Tmarus aberrans
Tmarus aberrans là một loài nhện trong họ Thomisidae.
Loài này thuộc chi Tmarus. Tmarus aberrans được Cândido Firmino de Mello-Leitão miêu tả năm 1944.